# Карлсен, Александрия
Александри́я Ка́рлсен (англ. Alexandria Karlsen; род. 26 октября 1978, Меса, Аризона, США) — американская фотомодель, актриса

 и журналистка.

## Карьера
В 15 лет работала журналисткой в нескольких газетах и журналах.
Начала карьеру фотомодели в 18 лет. Карлен была Playmate мужского журнала Playboy в марте 1999 года, её фотосессия была снята Арни Фрайтагом и Стефеном Уайда. После своего появления на развороте журнала Карлсен появилась в нескольких видео Playboy.
В ноябре 2002 года позировала для журнала «Stuff».
В июле 2006 года снялась для журнала «Penthouse», став третьей Playmate Playboy, ставшей Penthouse Pet после Линн Томас и Виктории Здрок.

## Личная жизнь
С 2002 года замужем за Мэттью Вульфом, у них двое детей.